# Шапира, Биньямин
Биньямин Шапира (10 июня 1913, Германия — 1993) — профессор биохимии, лауреат премии Израиля в области медицины.
Шапира родился в Германии, в 1926 году иммигрировал в Эрец Исраэль со своими родителями и поселился с ними в Афуле. Он окончил среднюю школу и с 1933 по 1937 год учился на бакалавра естественных наук в Еврейском университете Иерусалима.
В 1940 году он получил докторскую степень и начал работать научным сотрудником в Лаборатории гормональных исследований и патологической физиологии, в том числе под руководством Бернарда Зондека. Во время учёбы он был учеником Хаима Эрнеста Вертхаймера, с которым он начал работать в 1940-х годах, и их совместные исследования роли липидов у людей и растений привели к определению того, что адипоциты являются источником образования жира. В 1948 году он получил звание лектора и начал работать в лаборатории патологической физиологии и преподавал химическую физиологию. В 1953 г. ему было присвоено звание доцента, а в 1958 г. — звание действительного профессора.
Шапира был профессором медицинской биохимии и входил в преподавательский состав медицинского факультета и больницы Хадасса. Его основная работа касалась изучения обмена веществ в организме человека. Его совместное с Сарой Хестрин-Лернер исследование абсорбции глюкозы принесло им в 1955 году премию Израиля в области медицинских наук.
В течение многих лет он писал статьи для Еврейской энциклопедии и был редактором Отдела естественных наук энциклопедии, начиная с 21-го тома.
Шапира умер в 1993 году. Похоронен на кладбище хар а менухот в Иерусалиме. Шапира был женат на Шуламит Авинери (сестре лингвиста Ицхака Авинери) и имел двоих детей.